# Арсенич, Пётр Иванович
Пётр Ива́нович Арсе́нич (24 января 1934, с. Нижний Березов — 20 марта 2017, г. Ивано-Франковск) — украинский историк, этнограф, музеевед, общественный деятель, коллекционер. Член Научного общества имени Тараса Шевченко (1990).

## Биография
Родился Пётр Арсенич в 1934 году в селе Нижний Березов
В 1949 году стал членом юношеской сетки ОУН, занимался распространением подпольной литературы.
В 1958 году окончил Киевский государственный университет, после чего поступил на работу старшим научным сотрудником отдела истории в Ивано-Франковский краеведческий музей. До 1973 был заведующим отдела.
С 1963 по 1966 год преподавал археологию и этнографию в Ивано-Франковском педагогическом институте. В 1966 году был уволен с обоснованием «за поддержку идеологии украинского буржуазного национализма, …за связь с националистом Морозом В. Я.» и до 1986 года преследовался КГБ за «национализм».
С 1992 по 1997 год — доцент кафедры народоведения Прикарпатского университета.

## Научная и общественная деятельность
Был одним из основателей Общества охраны памятников истории и культуры (1967), Общества украинского языка имени Тараса Шевченко, «Мемориала», Народного Руха Украины.
Собрал большую коллекцию книг и почтовых открыток, связанных с Украиной, в том числе с Т. Шевченко, И. Франко, Б. Лепкого и др.
Автор 26 книг и более 2000 статей. Основные работы:
- Січові стрільці. — Івано-Франківськ, 1990
- Станіслав — столиця ЗУНР. — Івано-Франківськ, 1993
- Гуцульський театр Гната Хоткевича. — Коломия, 1993
- Родина Заклинських. — Галич, 1995
- Родина Шухевичів. — Коломия, 1995
- Прикарпаття в житті Каменяра. — Коломия, 1996
- Володимир Шухевич. — ІваноФранківськ, 1999
- Криворівня в житті і творчості українських письменників, діячів науки і ід’льтури. — Івано-Франківськ, 2000;
- Гуцульщина у творчості Гната Хоткевича. — Івано-Франківськ, 2000;
- Дослідники та краєзнавці Гуцульщини: Довідн. — Косів, 2002 (у співавт.)
- Краєзнавці Прикарпаття: Довідн. — Івано-Франківськ, 2002 (у співавт.)
- Славні галицькі священичі родини XIX — поч. XX ст. та їх. роль у духовному і культурно-фомадському житті Галичини // Мат. третьої міжобл. генеалогічної конф. «Український родовід»

## Награды и премии
- Заслуженный работник культуры Украины (1991)
- премия им. П. Чубинского (1991)
- премия им. И. Вагилевича (1994)
- премия им. Марийки Пидгорянки (1995).